# Hugo Porta
Hugo Porta (* 11. September 1951 in Buenos Aires) ist ein ehemaliger argentinischer Rugby-Union-Spieler, der auf der Position des Verbinders spielte. Er war auf seiner Position einer der besten Spieler aller Zeiten und wurde 1997 in die International Rugby Hall of Fame aufgenommen. Er bestritt 57 Länderspiele für Argentinien, dabei lief er 34 mal als Kapitän auf und erzielte 432 Punkte.
Porta begann seine sportliche Laufbahn als Fußballspieler, bevor er sich für Rugby Union entschied. 1971 stand er erstmals für Argentinien beim Aufeinandertreffen mit Chile auf dem Feld. Sechs Jahre später wurde er zum Kapitän ernannt. Das erste Spiel unter ihm verloren die Argentinier gegen Frankreich mit 3:26, im zweiten Spiel beider Mannschaften gelang den „Pumas“ ein achtbares Unentschieden.
1979 sorgte das Team um den studierten Architekten Porta für einen der größten Siege in der Geschichte des argentinischen Rugbysports. In seiner Heimatstadt Buenos Aires schlugen die „Pumas“ erstmals die Australier mit 24:13, Porta erzielte dabei allein 18 Punkte. In den folgenden Spielen gelang es, Fidschi zweimal zu schlagen und gegen England ein Unentschieden zu erreichen. 1983 wiederholten die Argentinier den Erfolg gegen Australien, indem sie in Brisbane mit 18:3 gewannen. Es folgten ein Sieg gegen Frankreich und das historische Unentschieden gegen Neuseeland, bei dem Porta alle 21 Punkte für sein Team erzielte. 1985 wurde er als Argentiniens Sportler des Jahres (Olimpia de Oro) ausgezeichnet.
Mit 36 führte er Argentinien zur ersten Weltmeisterschaft 1987, bei der nach einem Sieg und zwei Niederlagen in der Vorrunde das Aus kam. Nach diesem Turnier beendete Porta seine Karriere vorläufig. 1990, mit 39, kam er noch einmal zurück, um gegen Irland, England und Schottland zu spielen.
1991 ernannte ihn die Regierung zum Botschafter seines Landes in Südafrika. 1994 wurde er Argentiniens Sportminister und blieb so dem Rugby treu. Seine Popularität zeigte sich im Jahr 2000, als Diebe sein Auto stahlen und es wieder zurückgaben, als sie in der Zeitung gelesen hatten, wem es gehörte. Im Jahr 2008 wurde er in die World Rugby Hall of Fame aufgenommen.